# فدراسیون فوتبال ایالات متحده آمریکا
فدراسیون فوتبال آمریکا (به انگلیسی: United States Soccer Federation) تأسیس ۱۹۱۳، نام فدراسیون رسمی ورزش فوتبال در کشور ایالات متحده آمریکا است.

## تیم‌ها

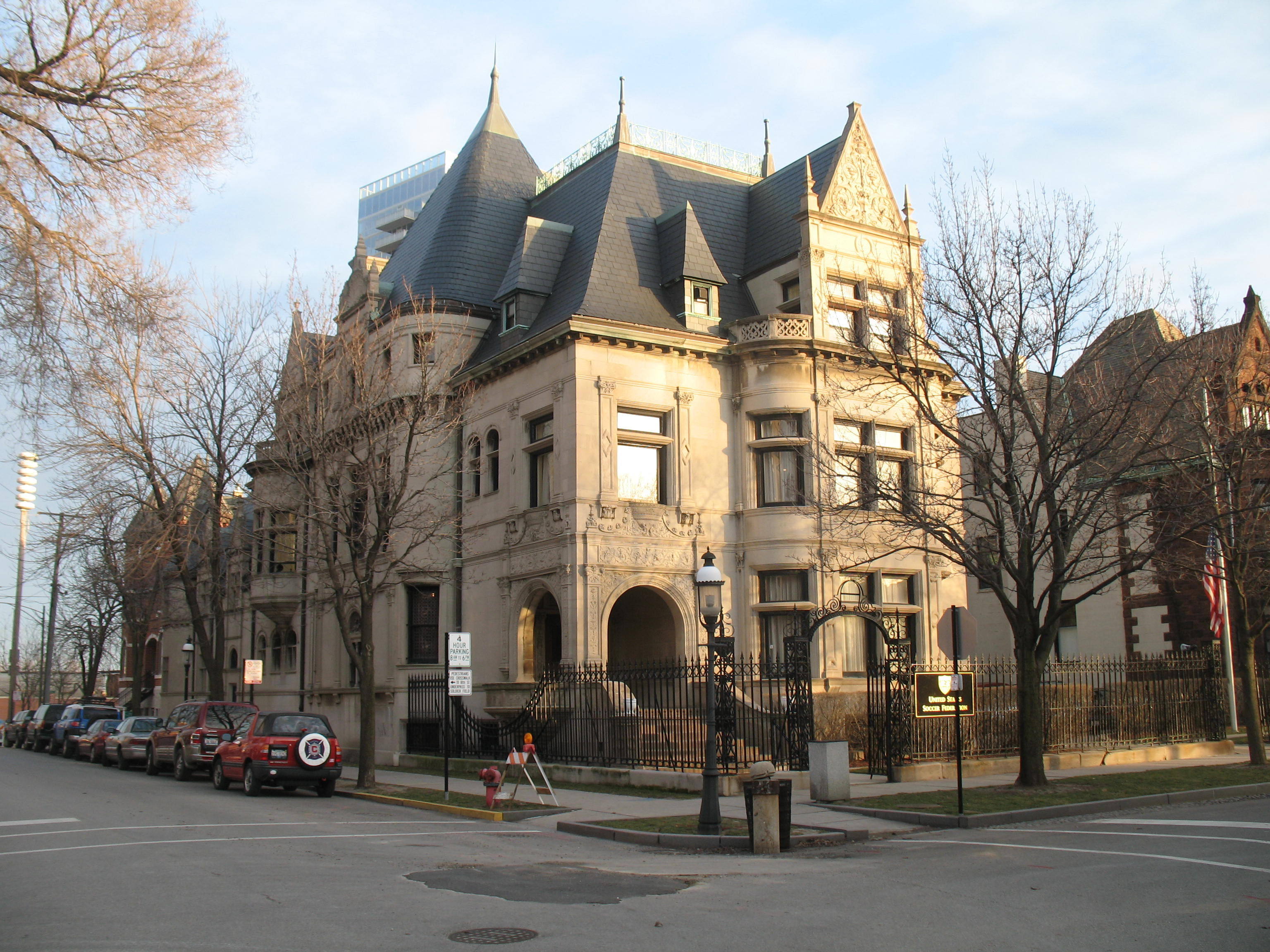
ساختمان مرکزی فدراسیون در شیکاگو

- تیم ملی فوتبال مردان آمریکا
- تیم ملی فوتبال زنان آمریکا

## لیگ‌ها
- ام‌اس‌ال
- لیگ حرفه‌ای فوتبال زنان (آمریکا) -- سابق
- لیگ ملی فوتبال زنان -- فعلی